# Sniketjärnarna
Sniketjärnarna är en sjö i Malung-Sälens kommun, Dalarna och ingår i Dalälvens huvudavrinningsområde.